# 3 Blind Mice
3 Blind Mice (Une souris verte) is een Frans-Britse thriller over gebeurtenissen rond een webcamnetwerk. Dit blijkt allesbehalve betrouwbaar.

## Verhaal
Een jonge computerspecialist is verslaafd aan het internet, zo doet hij veel aan webcamchatten. Hij chat geregeld met Cathy uit Amsterdam. Als ze de webcam aan heeft staan ziet Thomas (Edward Furlong) hoe Cathy vermoord wordt. Thomas wordt verdacht van de moord, maar samen met een jonge politieagente (Emilia Fox) gaat hij op zoek naar de ware dader. Uiteindelijk worden deze gevonden, het kost echter wel de levens van een aantal personages in de film.

## Rolverdeling
- Edward Furlong - Thomas Cross
- Emilia Fox - Claire Bligh
- Chiwetel Ejiofor - Mark Hayward
- Sara Stewart - Thomas' Boss Chapman
- Elsa Zylberstein - Nathalie Cross
- Valérie Decobert - Cathy
- Ben Miles - Lindsey